# Política de Myanmar
Myanmar é actualmente um regime militar com capital em Nay Pyi Taw, governado por uma junta militar, sob a chefia do General Than Shwe. Sua Constituição, promulgada a 3 de janeiro de 1974, está suspensa desde 1988. Em 2004, o governo convocou uma nova constituinte, dessa vez sem a participação dos partidos de oposição.
Mianmar adotou o atual nome em 1989, a partir da redução de seu nome (em birmanês, Pyidaungzu Myanma Naingngandaw, "União de Mianmar"), em detrimento ao antigo nome de Birmânia, embora este último nome ainda seja reconhecido por alguns países.
É composta por 7 estados (Chin, Kachin, Kayin, Kayah,  Mon, Rakhine e Shan) e sete divisões administrativas (Ayeyarwady, Bago, Magway, Mandalay, Sagaing, Tanintharyi e Rangoon).
Obteve a sua independência do Reino Unido em 4 de Janeiro de 1948, sendo esta a data do seu feriado nacional.

## Referendo
Em maio de 2008, o governo do país realizou um referendo, com o pretexto de uma maior democratização do país. Os críticos desse referendo afirmam que ele só aumentará o poder da junta militar, que governa Mianmar há décadas.

## Poder legislativo

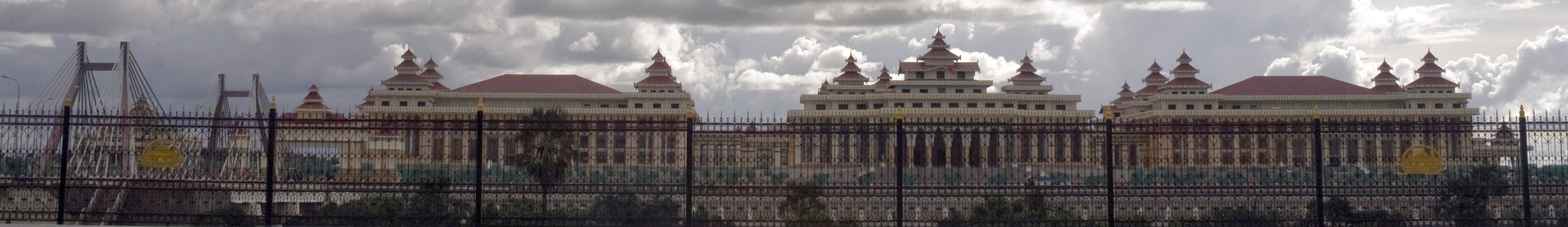
Assembleia da União.

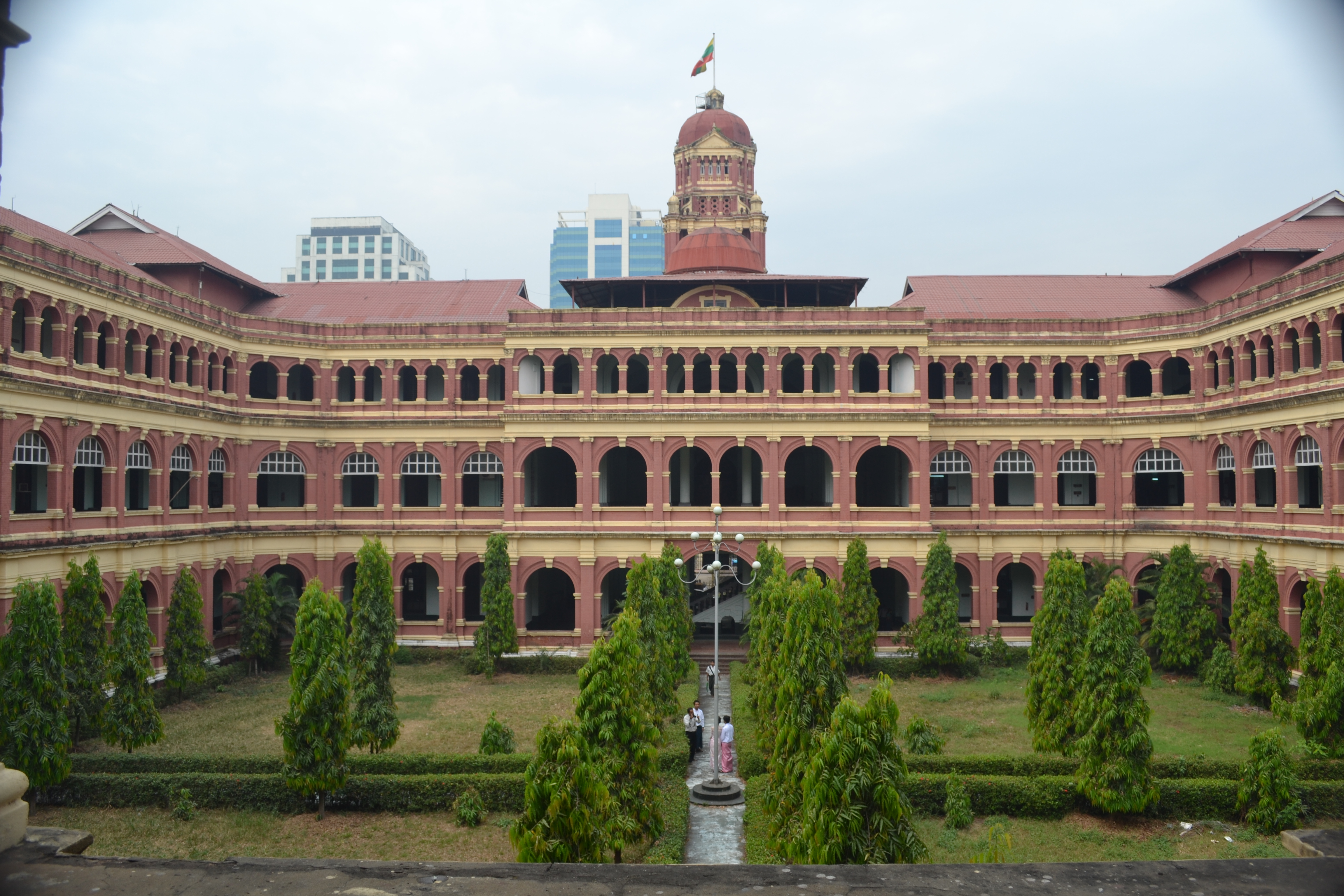
Alta Corte de Myanmar.

Nos termos da Constituição de 2008, o poder legislativo da União é dividido entre os Pyidaungsu Hluttaw, Região de Hluttaws e do Estado Hluttaws. O Pyidaungsu Hluttaw consiste na Assembleia do Povo (Pyithu Hluttaw) eleitos com base na township, bem como da população, e a Casa de Nacionalidades (Amyotha Hluttaw) com um número igual de representantes eleitos das regiões e Estados. A Assembleia do Povo consiste de 440 representantes, com 110 sendo militares designados pelo Comandante-em-chefe dos Serviços de Defesa. A Casa de Nacionalidades é composta por 224 representantes, com 56 militares nomeados pelo Comandante-em-chefe dos Serviços de Defesa.
A última legislatura, sob a Constituição de 1974 foi uma Assembleia Popular unicameral, em que 492 lugares são eleitos por voto popular em períodos de quatro anos. A última eleição foi realizada em 27 de maio de 1990, mas nunca foi convocada.
| Partido                                           | Votos      | Lugar | %     | %     |
| Partido                                           | Votos      | Lugar | Pop.  | Lugar |
| ------------------------------------------------- | ---------- | ----- | ----- | ----- |
| Liga Nacional para a Democracia (NLD)             | 7,943,622  | 392   | 58.7  | 79.7  |
| Liga Nacionalidades Shan para a Democracia (SNLD) | 222,821    | 23    | 1.7   | 4.7   |
| Partidos menores e independentes                  | 1,606,858  | 12    | 12.1  | 2.4   |
| Arakan feague for Democracy (AfD)                 | 160,783    | 11    | 1.2   | 2.2   |
| Partido Unidade Nacional (NUP)                    | 2,805,559  | 10    | 2.1   | 2.0   |
| Mon National Democratic Front (MNDF)              | 138,572    | 5     | 1.0   | 1.0   |
| National Democratic Party for Human Rights        | 128,129    | 4     | 1.0   | 0.8   |
| Chin National feague for Democracy                | 51,187     | 3     | 0.4   | 0.1   |
| Kachin State National Congress for Democracy      | 13,994     | 3     | 0.1   | 0.1   |
| Party for National Democracy                      | 72,672     | 3     | 0.5   | 0.1   |
| Union Pa-O National Organisation                  | 35,389     | 3     | 0.3   | 0.1   |
| Democratic Organisation for Kayah National Unity  | 16,553     | 2     | 0.1   | -     |
| Kayah State Nationalities League for Democracy    | 11,664     | 2     | 0.1   | -     |
| Naga Hills Regional Progressive Party             | 10,612     | 2     | 0.1   | -     |
| Ta-ang (Palaung) National League for Democracy    | 16,553     | 2     | 0.1   | -     |
| Zomi National Congress (ZNC)                      | 18,638     | 2     | 0.1   | -     |
| Total votos válidos (87.7% do total)              | 13,253,606 | 492   | 100.0 |       |
| Votos inválidos                                   | 1,858,918  |       |       |       |
| Votos válidos (72.6% turnout)                     | 15,112,524 |       |       |       |
| Eleitores                                         | 20,818,313 |       |       |       |
| Fonte: psephos.adam-carr.net                      |            |       |       |       |